# Ноччіягама (підрозділ окружного секретаріату)
Підрозділ окружного секретаріату Ноччіягама — підрозділ окружного секретаріату округу Анурадхапура, Північно-Центральна провінція, Шрі-Ланка. Складається з 36 Грама Ніладхарі.